# Échelle Rossi-Forel
L'échelle universelle de Rossi-Forel est une des premières échelle de classification de l'intensité des séismes.
Elle est fondée sur les dégâts causés et a été établie à la fin du XIXe siècle par François Alphonse Forel et Michele Stefano de Rossi.
Elle a été remplacée en 1902 par l'échelle de Mercalli.
L'échelle universelle de Rossi-Forel distingue dix degrés d'intensité sismique.
- Intensité I : secousse microscopique, enregistrée par un seul sismographe ou par des sismographes de même modèle, mais non par plusieurs sismographes de différents types ; la secousse a été ressentie par un observateur averti.
- Intensité II : secousse extrêmement faible. Enregistrée par plusieurs sismographes de différents types ; elle a été ressentie par un petit nombre de personnes au repos.
- Intensité III : secousse très faible. Ressentie par plusieurs personnes en repos ; assez forte pour que la direction et la durée puissent être appréciées.
- Intensité IV : secousse faible. Ressentie par des personnes en mouvement ; ébranlement d'objets mobiles, portes, fenêtres, craquement de plafond.
- Intensité V : secousse d'intensité modérée. Ressentie généralement par tous ; déplacement de meubles, lits, etc., tintement de quelques cloches.
- Intensité VI : secousse assez forte. Réveil général de ceux qui se sont endormis ; sonnerie générale des cloches, oscillation des lustres, arrêt des pendules, agitation visible des arbres et des arbustes, quelques personnes effrayées quittent leur demeure.
- Intensité VII : secousse forte. Renversement des objets mobiliers, chute de plâtre, sonnerie des cloches d'églises, panique générale, sans dégâts pour les édifices.
- Intensité VIII : secousse très forte. Chute de cheminées, lézardes dans les murs des édifices.
- Intensité IX : secousse extrêmement forte. Destruction partielle ou totale de quelques édifices.
- Intensité X : secousse d'une extrême intensité. Grand désastre, ruines, glissements de terrain, crevasses dans la terre, dans les montagnes, avalanches de rochers.